# Daniss Jenkins
Daniss Jenkins (Dallas, 17 agosto 2001) è un cestista statunitense, professionista nella NBA con i Detroit Pistons e in G League con i Motor City Cruise.

## Carriera
Dopo aver completato la carriera collegiale, non viene scelto al Draft NBA 2024, rimanendo undrafted. Firma poi un two-way contract con i Detroit Pistons, venendo poi associato alla squadra affiliata dei Motor City Cruise in G League.

## Statistiche

### College
| Anno      | Squadra             | PG  | PT  | MP   | TC%  | 3P%  | TL%  | RP  | AP  | PRP | SP  | PP   |
| --------- | ------------------- | --- | --- | ---- | ---- | ---- | ---- | --- | --- | --- | --- | ---- |
| 2019-2020 | Pacific Tigers      | 32  | 23  | 22,1 | 33,8 | 24,6 | 82,1 | 1,2 | 1,2 | 0,5 | 0,4 | 6,2  |
| 2020-2021 | Pacific Tigers      | 18  | 18  | 31,3 | 41,6 | 23,3 | 72,1 | 3,2 | 2,1 | 1,2 | 0,7 | 12,2 |
| 2022-2023 | Iona Gaels          | 35  | 35  | 33,7 | 41,8 | 36,1 | 78,6 | 4,4 | 4,9 | 1,4 | 0,6 | 15,6 |
| 2023-2024 | St. John's R. Storm | 33  | 33  | 30,7 | 44,6 | 35,4 | 85,1 | 3,5 | 5,4 | 1,6 | 0,5 | 14,9 |
| Carriera  | Carriera            | 118 | 109 | 29,3 | 41,4 | 32,9 | 79,9 | 3,1 | 3,6 | 1,2 | 0,5 | 12,3 |

### NBA

#### Regular Season
| Anno      | Squadra         | PG | PT | MP  | TC%  | 3P%  | TL% | RP  | AP  | PRP | SP  | PP  |
| --------- | --------------- | -- | -- | --- | ---- | ---- | --- | --- | --- | --- | --- | --- |
| 2024-2025 | Detroit Pistons | 7  | 0  | 3,3 | 30,0 | 14,3 | 0,0 | 0,3 | 0,4 | 0,0 | 0,0 | 1,0 |
| Carriera  | Carriera        | 7  | 0  | 3,3 | 30,0 | 14,3 | 0,0 | 0,3 | 0,4 | 0,0 | 0,0 | 1,0 |

### G League
| Anno      | Squadra           | PG | PT | MP   | TC%  | 3P%  | TL%  | RP  | AP  | PRP | SP  | PP   |
| --------- | ----------------- | -- | -- | ---- | ---- | ---- | ---- | --- | --- | --- | --- | ---- |
| 2024-2025 | Motor City Cruise | 47 | 47 | 35,7 | 42,7 | 33,1 | 76,8 | 3,4 | 6,4 | 1,4 | 0,5 | 18,5 |
| Carriera  | Carriera          | 47 | 47 | 35,7 | 42,7 | 33,1 | 76,8 | 3,4 | 6,4 | 1,4 | 0,5 | 18,5 |